# Cucina trevigiana
La cucina trevigiana è una delle più ricche del panorama gastronomico veneto.

## Caratteristiche generali

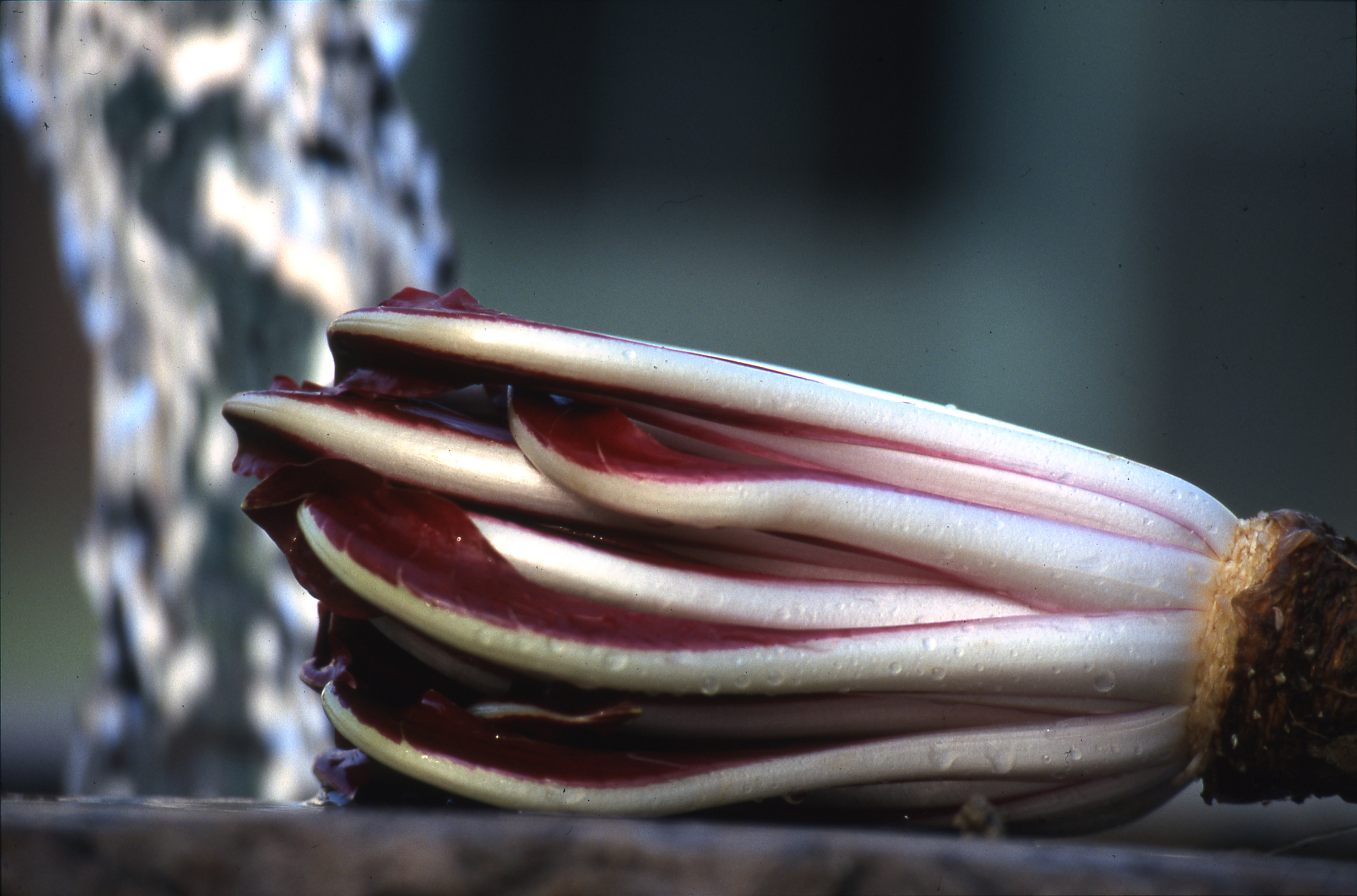
Radicchio rosso "tardivo".

La cucina trevigiana si caratterizza per la sua grande varietà, almeno rispetto alla cucina veneziana dove alla scarsità di materie prime che offre la Laguna veneta si è dovuto supplire con la fantasia nelle preparazioni. Treviso, al contrario, si trova in una posizione geografica assai felice dal punto di vista gastronomico, nel mezzo della fertile pianura veneta, le cui campagne, favorite dallo scorrere del Piave e di numerosi fiumi di risorgiva, offrono numerose tipologie di ortaggi, frutti, cereali e prodotti di allevamento. Pur non discostandosi molto dal panorama agricolo veneto, nel Trevigiano esistono comunque delle colture "endemiche" come nel caso dei radicchi (celebri il rosso di Treviso e il variegato di Castelfranco) e degli asparagi (noti quelli di Badoere e di Cimadolmo).
La stessa abbondanza di acque (anche il capoluogo è bagnato dal Sile e dai Cagnani) arricchisce la sua cucina di prodotti ittici, mentre la vicinanza alla Laguna veneta le ha permesso di usufruire anche dei pesci dell'Adriatico.

## Risotti e paste

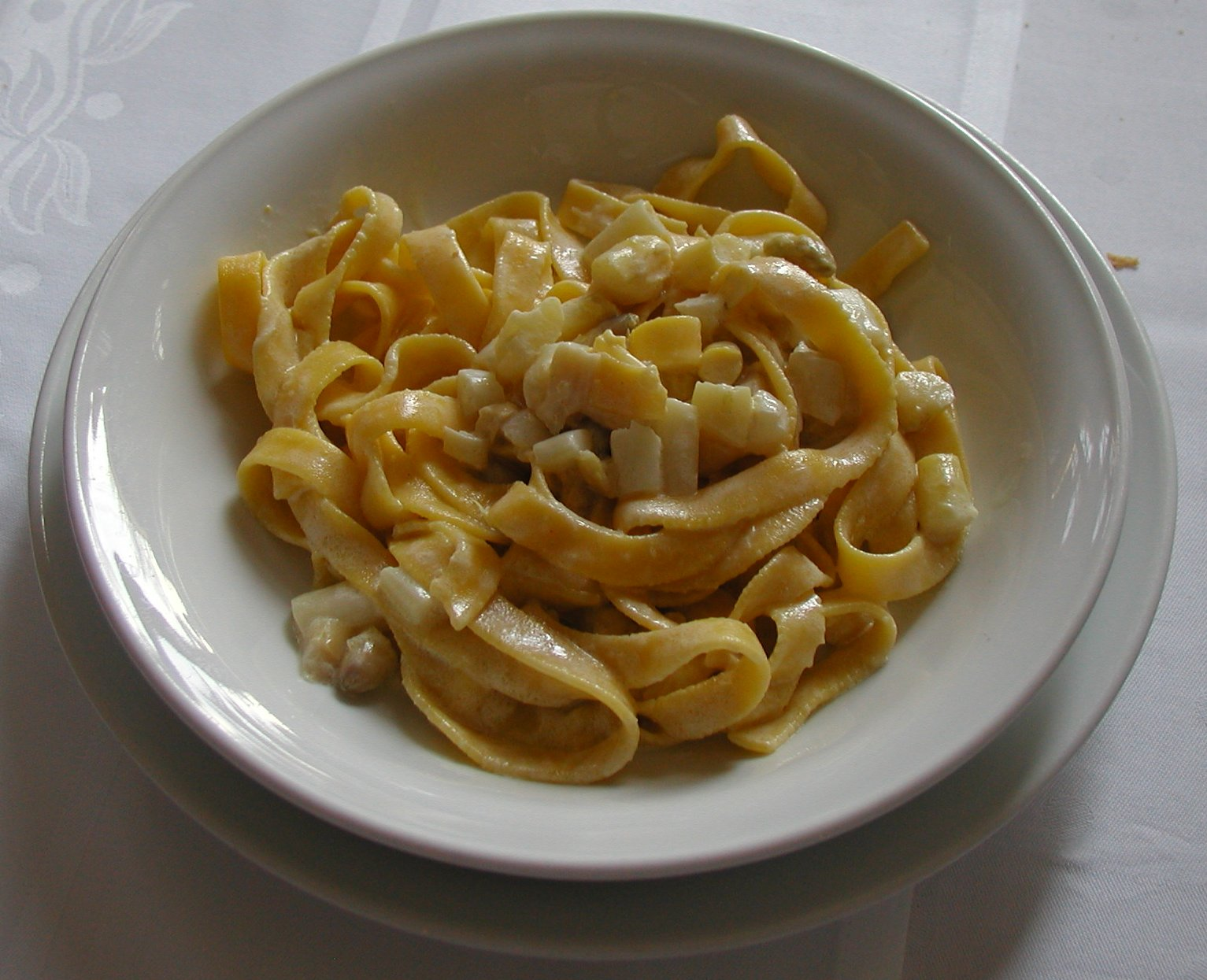
Tagliatelle agli asparagi.

Introdotto nella pianura veneta dalla fine del Quattrocento, il riso è divenuto in breve uno dei piatti portanti della cucina trevigiana anche per le proprietà benefiche che gli sono riconosciute sin dall'antichità. Esso viene accompagnato da qualsiasi tipo di condimenti, dalle carni al pesce, dalle verdure alle erbe selvatiche. Tra le ricette più note si cita il risotto al tajo, con rocchi di anguille e gamberi d'acqua dolce, e il risotto "alla sbirraglia" (originario, invero, di Venezia), a base di pollo o gallina.
Per quanto riguarda la pasta, anche nel Trevigiano è usanza preparare bigoli (bìgoi), gnocchi (gnòchi) e tagliatelle (tajadèe) variamente conditi.

## Carni
Le carni maggiormente diffuse sono quelle di avicoli, coniglio e maiale.
I volatili hanno da sempre occupato un posto di grande rilievo in quanto potevano venire allevati agevolmente anche in mancanza di spazio e quindi era consuetudine in quasi tutte le famiglie, non solo di campagna, tenerne alcuni. L'abbondanza di acque, inoltre, favoriva la presenza di anatre e oche, mentre in città era usanza cacciare i giovani piccioni attraendoli con delle esche nelle soffitte.
Proprio il piccione è alla base di uno dei piatti più conosciuti di Treviso: la sopa coada, un pasticcio dalla consistenza piuttosto asciutta in cui strati di carne disossata si alternano a pane raffermo.
Uccelli, conigli e selvaggina vengono talvolta accompagnati dalla salsa peverada, a base delle frattaglie tritate dell'animale condite con abbondante pepe.
Il maiale, oggi proveniente perlopiù dai grandi allevamenti, in passato costituì la "carne di base" per il mondo rurale e quasi tutte le famiglie contadine ne tenevano un esemplare da macellare nel periodo invernale.
Vanno inoltre ricordate le trippe di bovino, piatto popolare per eccellenza di cui esiste una variante "alla trevigiana" cotta a lungo in brodo di manzo, abbondantemente informaggiata e accompagnata da pane casereccio tostato.

## Pesci e molluschi
Come già accennato, è il pesce uno dei protagonisti della cucina trevigiana. I prodotti ittici vengono pescati nei numerosi fiumi che solcano il territorio, oppure vengono importati dalla vicinissima Venezia.
L'anguilla (bisàto) è une delle specie più note nella gastronomia tradizionale dato che si pesca con una certa abbondanza ed è apprezzata come carne nutriente e gustosa. Ridotta in tranci, può essere cucinata in técia ("in pentola", cioè stufata in umido) oppure fritta.
Non manca lo stoccafisso (il bacaeà, più tipico della cucina vicentina), ma maggior rilievo assume lo storione, pesce di mare che risale i fiumi (in particolare il Livenza) per la riproduzione. Preparato in vari modi, alla griglia, al forno o semplicemente marinato, attualmente è divenuto un prodotto assai raro e pregiato a causa dell'inquinamento che ne ha drasticamente ridotto la popolazione. Altro noto pesce di acqua dolce è la trota; le specie di fiume utilizzate un tempo sono state oggi soppiantate dalla trota iridea, proveniente dagli allevamenti distribuiti lungo il Sile.
Quanto al pesce di mare, le ricette sono soprattutto prestiti della cucina veneziana: si citano le sardée in saor, le sepe co 'l so nero e le varie preparazioni per granseole e capesante.
Un cenno meritano infine i molluschi di terra, ovvero le chiocciole (sćiòsi), assai presenti nella cucina popolare grazie alla facilità di reperimento; vengono solitamente bollite e rosolate.

## Dolci

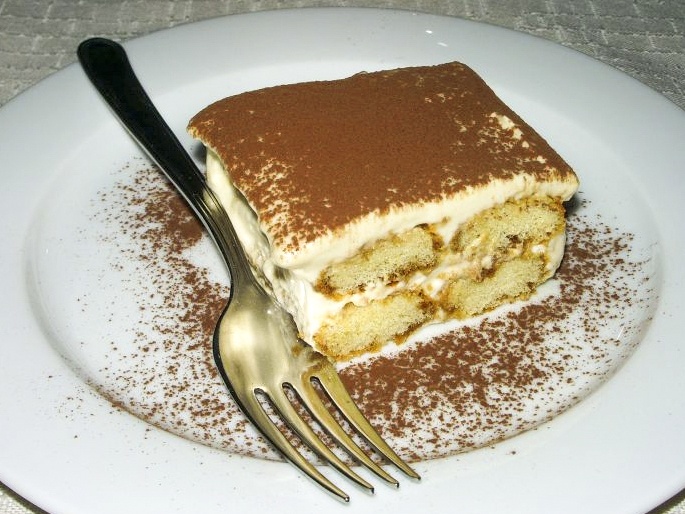
Tiramisù.

Il dolce trevigiano per eccellenza, ideato nel ristorante cittadino "alle Beccherie" sul finire degli anni 1960, è il tiramisù, ormai noto a livello internazionale
Per il resto, la cucina trevigiana è relativamente povera di dolci tradizionali e buona parte delle pietanze riflette le usanze di tutto il Veneto e, più in particolare, veneziane. Dalla città lagunare provengono, per esempio, zaéti, baìcoi, léngue de gato, biancheti, pevarini e i vari dolci di carnevale (frìtoe, cróstoi, castagnòe).
È invece originaria della Marca la (s)fregolotta che ha avuto grande diffusione in tempi recenti grazie all'attività del forno Zizzola; è un dolce secco a base di pastafrolla costituito da uno strato di frégoe ("briciole") ottenute fregando la pasta con le mani. Legata al mondo rurale è la pinza, a base di farina di mais e consumata durante il periodo invernale, in particolare nel corso dei tradizionali falò di inizio anno (panaìni o panevìni).
La zonclada (conosciuta anche come balduzzo) era una torta medievale tipica di Treviso e molto rinomata, tanto da venir offerta in dono agli ambasciatori di Cangrande I della Scala.